# 128 NGC

NGC 128

 إن جي سي 128 أو 128 NGC هي مجرة في كوكبة الحوت اكتشفت في 25 ديسمبر 1790م.

## روابط خارجية
- 128 NGC على موقع ويكي سكاي: DSS2, SDSS, GALEX, IRAS, Hydrogen α, X-Ray, Astrophoto, Sky Map, Articles and images